# Palazzo Terralavoro
Il palazzo Terralavoro (già palazzo Di Conforto), è un palazzo monumentale di Napoli ubicato in via Salvatore Tommasi (ex Via San Potito).
Venne eretto nella prima metà del XVII secolo dall'architetto Giovan Giacomo Di Conforto, come propria abitazione, nel punto più alto dell'altura di San Potito. Il palazzo, dopo la morte dell'architetto, passò ai suoi eredi: nel 1659 fu acquisito nelle proprietà di Francesco Antonio Pepe ed infine passò a Giovan Basilio Guarino. Nel XVIII secolo il palazzo divenne proprietà di Andrea Terralavoro e, nel 1734, fu ristrutturato dagli eredi su progetto di Luca Vecchione.
Il palazzo non ha conservato molti segni architettonici della fabbrica originaria: infatti, gli interventi settecenteschi hanno cancellato la maggior parte delle decorazioni precedenti. Il portale in piperno è l'unico superstite dell'originale. È composto da un arco a tutto sesto modanato con chiave di volta scolpita con lo stemma della famiglia, il tutto racchiuso tra pilastri bugnati sormontati da capitelli ionici che sorreggono i mensoloni, scolpiti festosamente, del balcone.
Nell'interno sono visibili gli interventi di Vecchione, che vi realizzò una pregevole scala aperta alloggiata in un vano quadrato; i pilastri della scala sono rastemati verso il basso e mostrano una sporgenza sinuosa che sottolinea la presenza di un accenno di capitelli. Negli interni ci sono decorazioni pittoriche eseguite da Crescenzo Gamba nel 1752.